# Hénagone

Un hénagone.

En géométrie, un hénagone, ou monogone, est un polygone dégénéré avec une seule arête et un seul sommet, en lequel les deux extrémités de cette arête se rejoignent.
Il apparait en géométrie sphérique.
Son symbole de Schläfli est {1}.